# 미셸 포겟
미셸 포겟(Michel Forget, 1942년 2월 27일 ~ )은 캐나다의 배우, 텔레비전 배우이다.
몬트리올에서 태어났다.

## 영화
- 앙드레 마티유 (2010년)
- 오로라 (2005년)
- 생 마르티르의 저주 (2005년)
- 사랑을 하는 여자 - 창녀 (2004년) - 조르주 게렝 역
- 술을 마시는 여인 (2001년)
- 파티 (1990년)